# 倫辛克峰
倫辛克峰（英語：Lensink Peak）是南極洲的山峰，位於麥克羅伯特森地，處於哈斯基山東南面9公里，屬於查爾斯王子山脈的一部分，根據澳大利亞探險隊拍攝的空中照片繪入地圖，現時由南極條約體系管理。